# Pentóxido de niobio
El pentóxido de niobio es un compuesto inorgánico de fórmula Nb2O5. Sólido incoloro, insoluble y poco reactivo, es el precursor más extendido de otros compuestos y materiales que contienen niobio. Se utiliza principalmente en aleaciones, con otras aplicaciones especializadas en condensadores, vidrios ópticos y la producción de niobato de litio.

## Estructura
Tiene muchas formas polimórficas, todas basadas en gran medida en átomos de niobio coordinados octaédricamente. Los polimorfos se identifican con una variedad de prefijos. La forma más comúnmente encontrada es la monoclínica H-Nb2O5, que tiene una estructura compleja con una celda unitaria que contiene 28 átomos de niobio y 70 de oxígeno, donde 27 de los átomos de niobio están coordinados octaédricamente y uno tetraédricamente. Existe un hidrato sólido no caracterizado, Nb2O5-nH2O, el llamado ácido niobio (antes llamado ácido colúmbico), que puede prepararse por hidrólisis de una solución básica de pentacloruro de niobio o de Nb2O5 disuelto en HF.
El pentóxido de niobio fundido tiene números de coordinación medios más bajos que las formas cristalinas, con una estructura que comprende principalmente poliedros NbO5 y NbO6.

## Producción

### Hidrólisis
El Nb2O5 se prepara por hidrólisis de niobatos, alcóxidos o fluoruros de metales alcalinos utilizando bases. Estos procedimientos, aparentemente sencillos, producen óxidos hidratados que pueden calcinarse. El Nb2O5 puro también puede prepararse por hidrólisis de NbCl5:
   2 NbCl5 + 5 H2O → Nb2O5 + 10 HCl
Se ha descrito un método de producción mediante técnicas sol-gel hidrolizando alcóxidos de niobio en presencia de ácido acético, seguido de la calcinación de los geles para producir la forma ortorrómbica, T-Nb2O5.
El pentóxido de niobio fundido tiene números de coordinación medios más bajos que las formas cristalinas, con una estructura que comprende principalmente poliedros NbO5 y NbO6.

### Oxidación
Dado que el Nb2O5 es el compuesto más común y robusto del niobio, existen muchos métodos, tanto prácticos como esotéricos, para su formación. El óxido, por ejemplo, surge cuando el niobio metálico se oxida en el aire. La oxidación del dióxido de niobio, NbO2, en el aire forma el polimorfo, L-Nb2O5.
Se han sintetizado partículas de pentóxido de niobio de tamaño nanométrico mediante reducción por LiH de NbCl5, seguida de oxidación aérea como parte de una síntesis de niobatos nanoestructurados. 

## Reacciones
El Nb2O5 es atacado por el HF y se disuelve en álcali fundido.

### Reducción al metal
La conversión del Nb2O5 es la vía principal para la producción industrial de niobio metal. En la década de 1980, se consumían anualmente unos 15.000.000 de kg de Nb2O5 para su reducción a metal. El método principal es la reducción de este óxido con aluminio:
   3 Nb2O5 + 10 Al → 6 Nb + 5 Al2O3
Una vía alternativa, pero menos practicada, es la reducción carbotérmica, que procede mediante la reducción con carbono y constituye la base del proceso Balke de dos etapas:
   Nb2O5 + 7 C → 2 NbC + 5 CO (calentado al vacío a 1800 °C)
   5 NbC + Nb2O5 → 7 Nb + 5 CO

### Conversión a haluros
Se conocen muchos métodos para convertir el Nb2O5 en haluros. El principal problema es la reacción incompleta para dar los oxihaluros. En el laboratorio, la conversión puede efectuarse con cloruro de tionilo:
   Nb2O5 + 5 SOCl2 → 2 NbCl5 + 5 SO2
El Nb2O5 reacciona con CCl4 para dar oxicloruro de niobio NbOCl3.

### Conversión en niobatos
El tratamiento del Nb2O5 con NaOH acuoso a 200 °C puede dar niobato de sodio cristalino, NaNbO3 mientras que la reacción con KOH puede dar hexaniobatos solubles de tipo Lindqvist, Nb
6O8−
19. Los niobatos de litio como LiNbO3 y Li3NbO4 pueden prepararse por reacción de carbonato de litio y Nb2O5.

### Conversión a óxidos de niobio reducidos
La reducción a alta temperatura con H2 da NbO2:
   Nb2O5 + H2 → 2 NbO2 + H2O
El monóxido de niobio se obtiene de una comproporación utilizando un horno de arco:
   Nb2O5 + 3Nb → 5 NbO
El óxido de niobio(III) de color burdeos, uno de los primeros óxidos superconductores, puede prepararse de nuevo mediante una comproporación:
   Li3NbO4 + 2 NbO → 3 LiNbO2

## Usos
El pentóxido de niobio se utiliza principalmente en la producción de niobio metálico, pero existen aplicaciones especializadas en la producción de vidrios ópticos y niobato de litio.
Las láminas delgadas de Nb2O5 forman las capas dieléctricas de los condensadores electrolíticos de niobio.
Se ha considerado el uso del Nb2O5 como ánodo en una batería de iones de litio, dado que su estructura cristalina ordenada permite velocidades de carga de 225 mAh g-1 a 200 mA g-1 a lo largo de 400 ciclos, con una eficiencia coulómbica del 99,93%.